# أندرو ميتشيل (لاعب كرة قدم)
أندرو ميتشيل (بالإنجليزية: Andrew Mitchell)‏ (6 أبريل 1992 في المملكة المتحدة - ) هو لاعب كرة قدم بريطاني في مركز الوسط. شارك مع منتخب أيرلندا الشمالية تحت 16 سنة لكرة القدم ومنتخب أيرلندا الشمالية تحت 17 سنة لكرة القدم ومنتخب أيرلندا الشمالية تحت 19 سنة لكرة القدم ومنتخب أيرلندا الشمالية تحت 21 سنة لكرة القدم. أما مع النوادي، فقد لعب مع مانشستر سيتي ونادي رينجرز ونادي ساوثبورت ونادي كروسيدرز وAnnan Athletic F.C. ‏.

## وصلات خارجية
- أندرو ميتشيل على موقع قاعدة بيانات كرة القدم.إي يو (الإنجليزية)
- أندرو ميتشيل على موقع Soccerbase.com (لاعب) (الإنجليزية)
- أندرو ميتشيل على موقع Soccerway.com (الإنجليزية)